# Jörg Ahmann
Jörg Ahmann (Grevenbroich, 12 de febrero de 1966) es un deportista alemán que compitió en voleibol, en la modalidad de playa.
Participó en dos Juegos Olímpicos de Verano, en los años 1996 y 2000, obteniendo una medalla de bronce en Sídney 2000 (haciendo pareja con Axel Hager). Ganó dos medallas en el Campeonato Europeo de Vóley Playa, plata en 1996 y bronce en 1994.

## Palmarés internacional
| Juegos Olímpicos   | Juegos Olímpicos   | Juegos Olímpicos  | Juegos Olímpicos |
| Año                | Lugar              | Medalla           | Pareja           |
| ------------------ | ------------------ | ----------------- | ---------------- |
| 2000               | Sídney (Australia) | Medalla de bronce | Axel Hager       |
| Campeonato Europeo |                    |                   |                  |
| Año                | Lugar              | Medalla           | Pareja           |
| 1994               | Almería (España)   | Medalla de bronce | Axel Hager       |
| 1996               | Pescara (Italia)   | Medalla de plata  | Axel Hager       |